# Castello di Margëlliçit
Il castello di Margëlliçit è un monumento del patrimonio culturale situato vicino alla città di Patos, nel distretto di Fier, nella prefettura di Fier, in Albania. Questo monumento è stato approvato con il numero " 586/4874, 17.03.1948 23.09.1971". Il castello faceva parte del sistema di difesa dell'antica città di Bylis. Il castello fu anche al centro di una battaglia durante la seconda guerra mondiale.